# 第339歩兵師団 (ベトナム陸軍)
第339歩兵師団（Sư đoàn 339 bộ binh）は、ベトナム人民軍（陸軍）の師団の1つ。

## 歴史
- 1978年5月 - 第339師団編成。第9軍区に隷属し、ドンタップ省のベトナム・カンボジア国境の守備に就いた。
- 1978年12月 - カンボジアに侵攻し、他部隊と共にプノンペンを占領
- 1979年4月 - 第9軍区を離れ、第4軍に編入。第11砲兵連隊を新設
- 1980年1月 - カンボジア西北部のパイリン地区で武装勢力を掃討
- 1981年 - ポーサット州に移動
- 1983年5月 - 第4軍のベトナム撤収後も、第339師団はカンボジア国内に留まり、第979司令部に配属された。開墾に従事すると同時に、ヘン・サムリン政権の地方部隊創設を援助した。
- 1988年 - カンボジア第7歩兵師団と防衛任務を交代して、帰国

## 編制
- 第156歩兵連隊（Trung đoàn 156 bộ binh）
- 第157歩兵連隊（Trung đoàn 157 bộ binh）
- 第158歩兵連隊（Trung đoàn 158 bộ binh）
- 第11砲兵連隊（Trung đoàn 11 pháo binh）